# あたまがふくしまちゃん
あたまがふくしまちゃんは、福島県の応援マスコットキャラクターである。
ゆるキャラグランプリ2013に「あたまがふくしまちゃんプロジェクト実行委員会」所属として「福島復興の願いを込めた新キャラクター」として出場し、全国総合16位、東北地方では1位を獲得。

## プロフィール
- 性別 - 女
- 年齢 - 5歳
- 誕生日 - 2月9日（ふくの日）
- 身長 - 非公開
- 体重 - 非公開
- 胴回 - 非公開
- 趣味 - お散歩、みんなで遊ぶこと
- 特技 - 歌とダンス
- 好きなもの - いかにんじん
- 性格 - 何にでも挑戦する

## 歴史

### 2012年
- 絵本作家 のぶみ 、脚本家宮田健吾 が個人で制作。キャラクター名が『あたまがふくしまちゃん』に決定。

### 2013年
- 3月 - 応援ボランティアチーム『あたまがふくしまちゃんLOVE会』発足、活動を開始。
- 5月 - 上野の森親子フェスタにて、あたまがふくしまちゃんお披露目会。
- 7月 - あたまがふくしまちゃん公式テーマソング『あれは、あたまがふくしまちゃん』のMV完成。
- 7月 - 絵本『あたまがふくしまちゃん』発売。
- 8月 - 24時間テレビ 愛は地球を救う にてチャリティイベント出演[1]。

- 9月 - 東日本大震災 つくば市竜巻被害 チャリティフェス縁絆 in TSUKUBAに出演。
- 11月 - タウンページ協賛 ゆるキャラ®グランプリ 2013にて、235896票を獲得し、初出場全国総合16位、東北地方では1位にランクイン[2]。

### 2014年
- 3月 - 「ふくしま再興祭り」2014、「ゆるキャラ®万博」2014に於いて、1699票を獲得し、福島県内1位を獲得。福島県のゆるキャラ®大使として活動。
- 5月 - 東京丸の内にて開催された東北応援ビレッジ に出演。

### 2018年
- 5月30日 - あたまがふくしまちゃん実行委員会が解散。以後、あたまがふくしまちゃんは福島県授産事業振興会の管理下となることが発表される[3]。

## 書籍・グッズ
- 絵本作家 のぶみ 、脚本家宮田健吾 共著、『あたまがふくしまちゃん』（2013年7月 TOブックス）ISBN 978-4-86472-148-6